# ГЕС Праньєр
ГЕС Праньєр (фр. Pragnères) — гідроелектростанція на південному заході Франції. Використовує ресурс суміжних районів басейнів Адуру та Гаронни, які дренують північний схил Піренеїв та течуть в Біскайську затоку Атлантичного океану. Є однією з двох станцій верхнього ступеня (поряд з ГЕС Жедр) та найпотужнішою у складі гідровузла, створеного в долині річки Gave du Gavarnie (назва верхньої течії Gave du Pau, що через Gaves Réunis впадає зліва в Адур).
Для розміщення основного водосховища комплексу обрали річку Neste-de-Couplan, яка через Neste-d'Aragnouet, Neste-d'Aure та Neste належить до басейну Гаронни. На ній звели арково-гравітаційну бетонну греблю Cap de Long висотою 101 метр, довжиною 275 метрів та товщиною від 5 до 30 метрів, яка потребувала 251 тис. м3 матеріалу. Вона утримує водосховище об'ємом 63 млн м3, при тому що загальний об'єм водойм гідрокомплексу Pragnères становить 72 млн м3. До озера Lac de Cap de Long перекидається вода із розташованого поряд на лівій притоці Neste-de-Couplan водосховища d'Aubert об'ємом 5 млн м3, яке утримує кам'яно-накидна гребля висотою 17 метрів та довжиною 360 метрів. Можливо зазначити, що сховище d'Aubert споруджувалось на початку 1930-х років за окремим проєктом і лише пізніше було включене до комплексу Pragnères, роботи по якому велись з 1947 по 1953 роки.
Від водосховища Lac de Cap de Long прокладено дериваційний тунель на захід, через водорозділ з басейном Адуру. Він виходить на східний бік долини згаданої раніше Gave du Gavarnie, по дорозі отримуючи додатковий ресурс у сточищах її правих приток Bastan (через ліву притоку Ruisseau-de-Boulou), Bat-Barada (з озера Lac-de-Rabiet) та l'Yse (через струмок Ruisseau-de-Maucapéra). Також на дещо нижчому рівні створена окрема водозбірна система на лівих притоках Bastan — вже згаданому Ruisseau-de-Boulou (точніше, дренованому ним озері Lac-de-l'Oueil-nègre), а також Ruisseau-de-la-Clere та Ruisseau-Dets-Coubous (і його притоці Ruisseau-d'Aygues Cluses). Для подачі з неї води у дериваційний тунель від Lac de Cap de Long працює насосна станція La Glère, оснащена двома насосами по 2,2 МВт, які здатні забезпечувати підйом на висоту 140 метрів.
На західному боці долини Gave du Gavarnie створена інша водозбірна система. Вона збирає ресурс із цілого ряду лівих приток Gave du Gavarnie — Ruisseau de Holle, Gave d'Ossoue (та її приток Ruisseau de Sausse, Ruisseau de Lourdes, Ruisseau du Pointu), Gave d'Aspé, Gave de Cestrède (та її притоки Ruisseau de l'Oule), Ruisseau Lassariou (та її притоки Ruisseau de Badet).
Якщо на східній ділянці схеми (Lac de Cap de Long) забезпечується напір у 1254 метри, то на західній (lac d'Ossoue) цей показник дещо менший — 929 метрів. Для збереження надлишкового ресурсу, що утворюється навесні під час танення снігів, встановили насосну станцію Pragnères, яка здійснює перекачування води із західного боку долини у водосховище Lac de Cap de Long. Вона розміщена на східній стороні за 780 метрів вище від машинного залу та забезпечує дотискання ресурсу, отриманого за принципом сполучених посудин транзитом через машинний зал, на висоту до 325 метрів. Станція оснащена двома насосами по 11 МВт та одним потужністю 6 МВт. За рік насосні станції комплексу перекачують 18 млн м3 води та споживають 40 млн кВт·год електроенергії (з них 10 млн кВт·год станція La Glère).
Усього в межах гідрокомплексу Праньєр прокладено 40 км тунелів (найбільший з них від Lac de Cap de Long має діаметр 3,2 метра), облаштовано 30 водозаборів та споруджено 4 греблі.
Машинний зал обладнаний двома турбінами типу Пелтон потужністю по 80 МВт, які працюють на ресурсі із Lac de Cap de Long та однією турбіною того ж типу потужністю 35 МВт, що використовує воду із західного дериваційного тунелю. У сукупності вони вробляють 360 млн кВт·год електроенергії на рік.
Відпрацьована вода подається у тунель, що веде на наступний ступінь каскаду ГЕС Лю-Сен-Совер.
Зв'язок з енергосистемою здійснюється по ЛЕП, що працюють під напругою 220 кВ.